# Château de Schwaigern
Le château de Schwaigern à Schwaigern, dans l'arrondissement de Heilbronn est un château qui est situé dans le nord de Bade-Wurtemberg en Allemagne. Il a été reconstruit par Eberhard von Neipperg en 1702, sur l'emplacement d'un ancien château fort et a été agrandi au milieu du XIXe siècle. C'est l'une des résidences et le berceau de la famille von Neipperg.

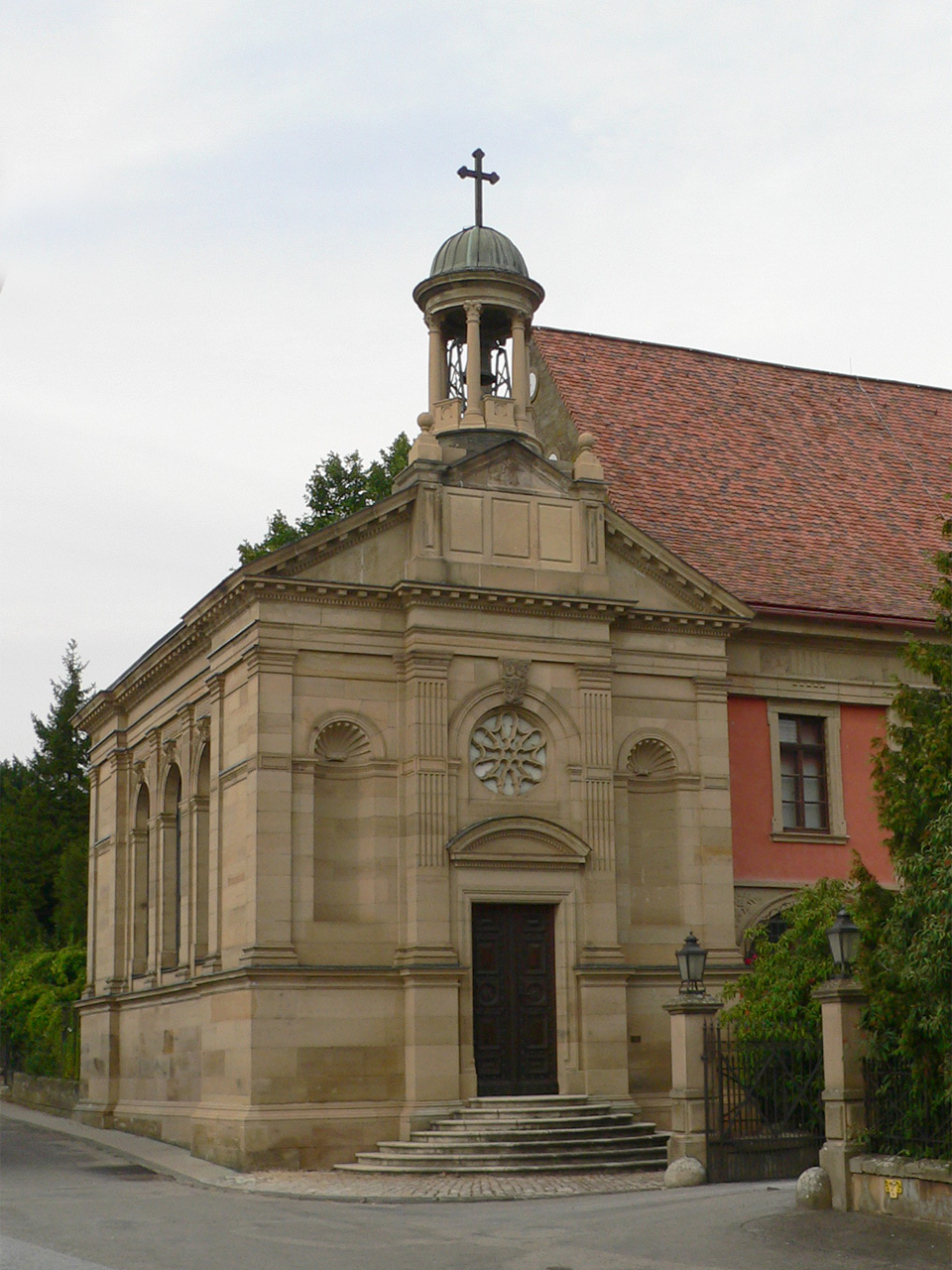
Chapelle du château
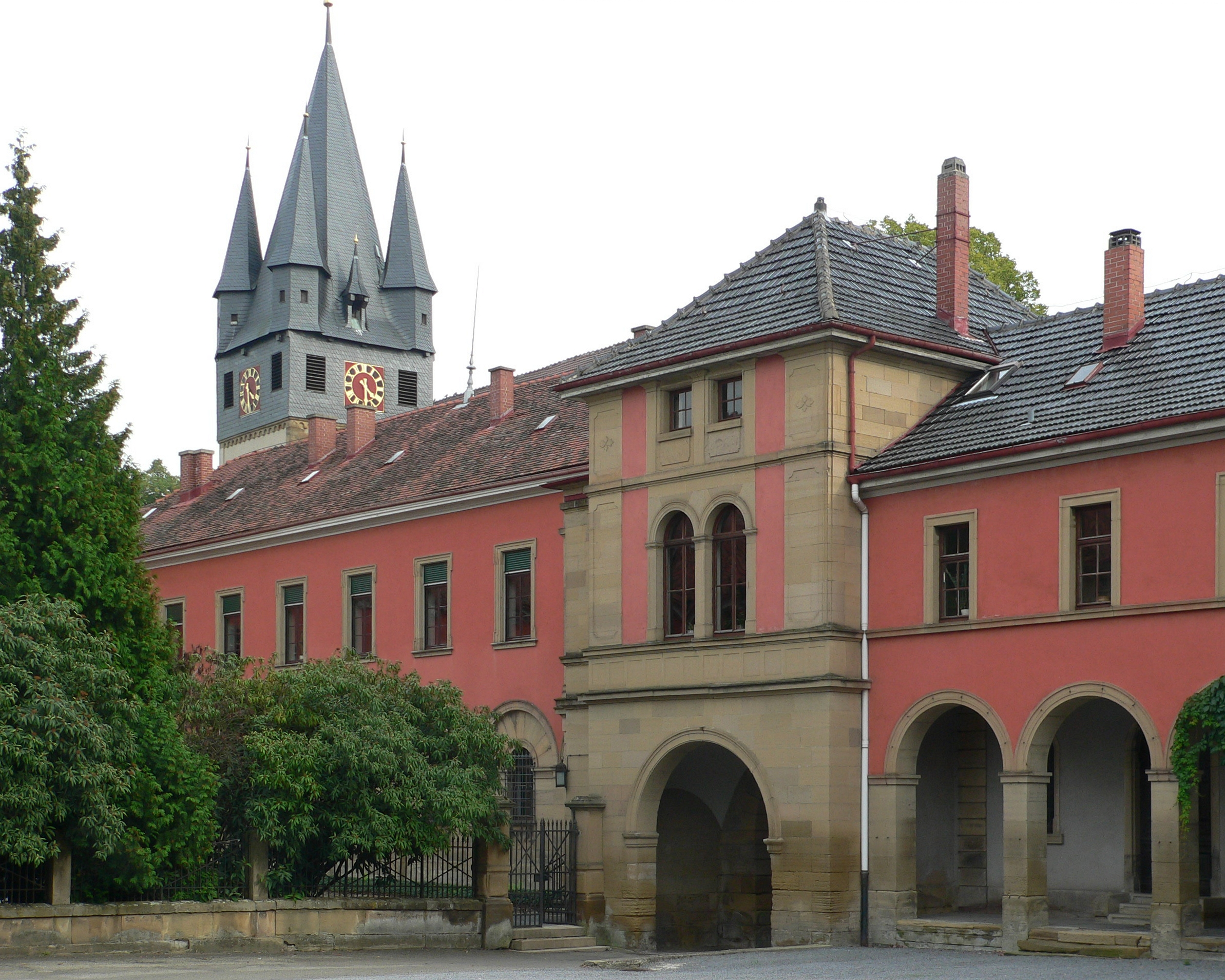
Cour intérieure
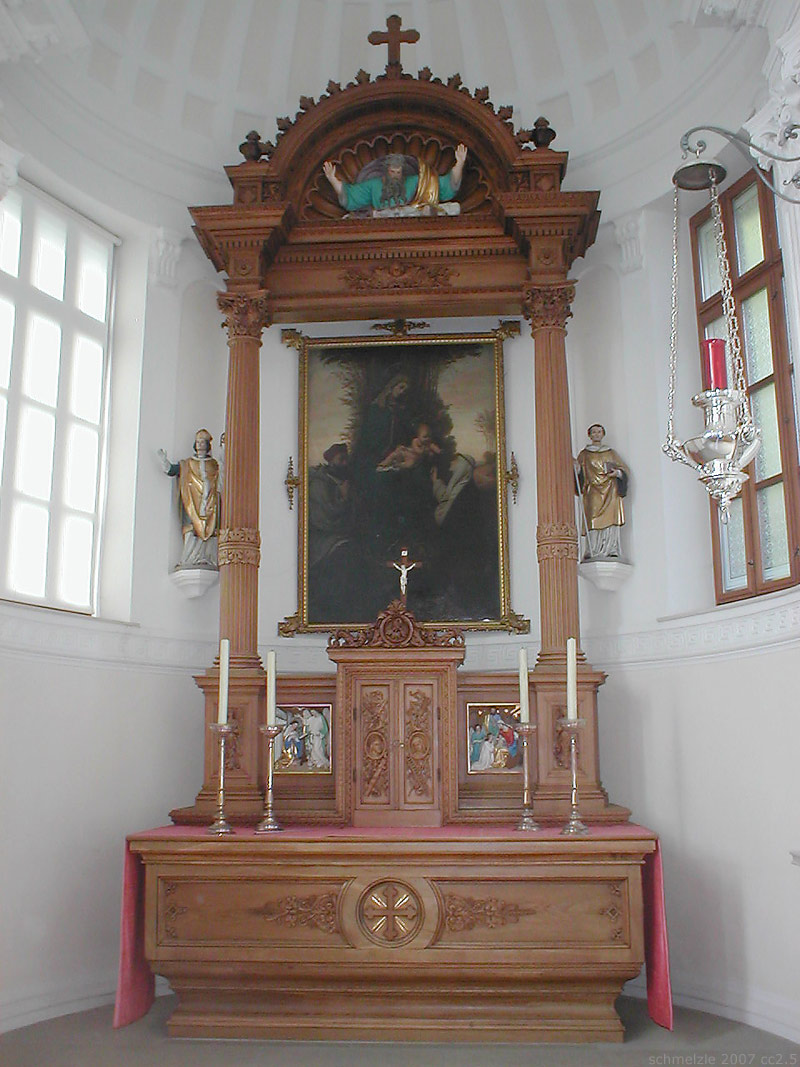
Chapelle privée du château